# Paul Fredericq
Pour les articles homonymes, voir Fredericq.
Paul Fredericq, né le 12 août 1850 à Gand et mort le 23 mars 1920 dans cette ville, est un historien belge de l'université de Gand.

## Biographie

### 1817-1914

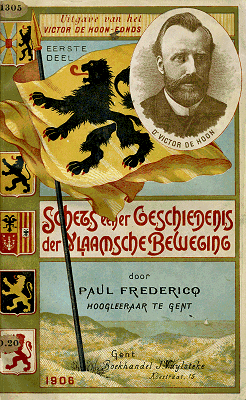
J.Vuylsteke: Schets eener Geschiedenis der Vlaamsche Beweging (1906)

Paul Fredericq, né à Gand dans la Sleepstraat, était le fils de Caesar Alexander Fredericq (Nevele, 14 mai 1817 – Gand, 3 janvier 1887), médecin et auteur de livres sur la politique, la religion et la médecine, et de la sœur du philosophe français François Huet.  Il étudia à l'Athénée royal de Gand, où il fut influencé par Max Rooses et Jacob Heremans.  En 1871, il obtint à l'université de Liège son diplôme de professeur de l'enseignement secondaire supérieur.  Il enseigna au collège de la ville de Malines et aux athénées royaux d'Arlon et de Gand.  Plus tard, il devint professeur à l'université de Liège.  Son Essai sur le rôle politique et social des ducs de Bourgogne dans les Pays-Bas lui fit obtenir un doctorat spécial en sciences historiques en 1875.
En 1883, Jacob Heremans ayant accédé à l'éméritat, Fredericq obtint un poste à l'université de Gand.  Il enseigna la littérature néerlandaise et donna des leçons pratiques sur l'histoire de la Belgique.  Son caractère amical le conduisit à enseigner même dans sa propre maison, entre deux pintes de bière.  Ce fut sans doute à cette époque qu'il se lia d'amitié avec les membres de la société d'étudiants 't Zal Wel Gaan (Ah ! ça ira). 
Fredericq fut très actif dans l'aile libérale du mouvement flamand.  Dans la période 1891-1895, en tant que conseiller communal pour le parti libéral, il était également président de la branche locale de l'association culturelle Willemsfonds.  Aussi devint-il rédacteur en chef d'un périodique libéral, Het Volksbelang.  En 1894, il fonda Hooger Onderwijs voor het Volk (Enseignement supérieur pour le peuple), avec lequel il tenta de combler l'écart entre l'éducation des élites et celle de la classe ouvrière.  Fredericq acquit une importance considérable dans l'histoire de la lutte pour le néerlandais dans l'enseignement belge.  Ses activités aboutirent à un bref historique du mouvement flamand, Schets eener Geschiedenis der Vlaamsche Beweging (1906-1909).

### 1914-1920
Pendant la Première Guerre mondiale, il s'opposa à l’occupant allemand, ce qui conduisit à son arrestation en 1916, après quoi il sera déporté en Allemagne. Fredericq devint un adversaire implacable de l’occupant, refusant d’adopter une attitude pragmatique, en faveur des intérêts de la Flandre.  Déjà le 20 août 1914, il maudissait dans son journal l'empereur Guillaume II, le qualifiant de « génocideur ».  Un conflit d'une ampleur considérable n'est survenu que lorsque le gouverneur général allemand, Moritz von Bissing, incita au remplacement des professeurs récalcitrants, afin de pouvoir procéder à la néerlandisation de l'université de Gand dans le cadre de la Flamenpolitik.  Dans un questionnaire sur l'enseignement en néerlandais, adressé aux professeurs en février 1916, Fredericq répondit à la question s’il serait  « capable » avec : « capable, mais pas en mesure ». Fredericq et Henri Pirenne, tenus responsables pour l'opposition à la néerlandisation de l’université, furent déportés. Cette épreuve affaiblit Fredericq tant physiquement que mentalement.
Nonobstant tout cela, il devint recteur de l'université de Gand après la guerre, en 1919.  Toutefois, découragé par les réactions anti-flamandes, il dut donner sa démission déjà après quelques semaines.

## Œuvres historiques et littéraires
Fredericq écrivit des contributions pour différents magazines, entre autres : Gentsche Studentenalmanakken, Het Nederduitsch Tijdschrift, Het Nederlandsch Museum, De Toekomst, le Jaarboek du Willemsfonds, De Nederlandsche Spectator, le Tijdschrift voor Nederlandsche Taal- en Letterkunde.  Outre divers ouvrages historiques et littéraires en néerlandais, il écrivit également plusieurs œuvres en français. Dans son article sur De Geheimzinnige Ketterin Bloemaerdinne (L'hérétique mystérieuse Bloemaerdinne), il tenta de prouver que celle-ci était la mystique Hadewych.

## Publications
Cette liste ne comprend que des ouvrages en néerlandais. 
- 1874 : Bertha, kamerspel in twee bedrijven, Gand (Bertha, une pièce de théâtre de chambre en deux actes)
- 1876 : Album van den historischen stoet der Pacificatie van Gent (Album du cortège historique de la Pacification de Gand)
- 1881 : Marnix en zijne Nederlandsche geschriften, Gand (Marnix et ses écrits néerlandais)
- 1885 : De Nederlanden onder Keizer Karel, Eerste deel: De dertig eerste jaren der 16e eeuw, Gand (Les Pays-Bas sous l'empereur Charles Quint, Première partie, Les trente premières années du XVIe siècle)
- 1889 : Verzameling van stukken betreffende de pauselijke en bisschoppelijke inquisitie in de Nederlanden, uitgegeven door Dr. Paul Fredericq, gewoon hoogleeraar aan de faculteit van wijsbegeerte en letteren der Hoogeschool van Gent en zijne leerlingen, Gand (Collection de documents relatifs à l’Inquisition papale et épiscopale aux Pays-Bas, éditée par le Dr Paul Fredericq, professeur ordinaire à la Faculté de Philosophie et Lettres de la Haute École de Gand, et ses étudiants)
- 1894 : Onze historische Volksliederen, Gand/La Haye (Nos chansons populaires historiques)
- 1897 : Geschiedenis der Inquisitie, Gand/La Haye (Histoire de l'Inquisition)
- 1906/09 : Schets eener Geschiedenis der Vlaamsche Beweging, en 3 parties, Gand.